# Ryan Adams
David Ryan Adams (nacido el 5 de noviembre de 1974; Jacksonville, Carolina del Norte) es un cantante y compositor estadounidense de country alternativo, pop y rock. Adams es miembro fundador de los grupos Ryan Adams and The Cardinals y Whiskeytown que abandonó en el año 2000 y en el 2009 para lanzar su primer álbum en solitario y seguir con su proyecto como solista, Heartbreaker. El disco obtuvo un éxito inmediato y le situó en primera línea del panorama musical del momento. Desde entonces, Adams ha desarrollado una prolífica carrera, con trece discos publicados en los últimos doce años, ya fuera en solitario, o con la que ha sido su banda de acompañamiento de forma intermitente, The Cardinals. Su último álbum, Ashes and Fire, salió a la luz el 11 de octubre de 2011 y alcanzó el número 7 en la lista de éxitos Billboard 200.
Adams ha ejercido de productor para artistas como Jesse Malin o Willie Nelson, y ha colaborado con Counting Crows, Weezer, Norah Jones, America, Minnie Driver, Cowboy Junkies, Leona Naess, Toots & the Maytals, Beth Orton y Krista Polvere. En septiembre de 2012 se hizo público que Adams producirá el próximo disco de la banda norteamericana Lemonheads.
Al margen de su obra musical, ha publicado dos libros de poemas, Infinity Blues y Hello Sunshine, en el que se incluyen también relatos cortos.

## Juventud y primeros pasos
Ryan Adams nació el 5 de noviembre de 1974 en Jacksonville, una ciudad de unos 70.000 habitantes, situada en el estado estadounidense de Carolina del Norte. A la edad de ocho años, Adams comenzó a escribir relatos cortos y poesías con la máquina de escribir de su abuela. El propio artista ha declarado haber sido un lector asiduo de Edgar Allan Poe en su niñez, y, durante su adolescencia, de autores como Hubert Selby Jr., Henry Miller o Jack Kerouac. Con catorce años, Adams empezó a tocar la guitarra eléctrica, un regalo de su madre y su padrasto, y poco después se unió a una banda local, Blank Label. Aunque el grupo no duró mucho unido, grabaron tres canciones, que aparecieron en un vinilo de 7”, datado en 1991.
Adams abandonó los estudios, que cursaba en un instituto local, y, tras dejar su casa familiar, tocó brevemente con dos bandas de la ciudad, Ass y The Lazy Stars. Más adelante, se unió a The Patty Duke Syndrome, grupo con el que actuó en directo, por primera vez, en un bar de Jacksonville. Tras obtener el GED (General Educational Development), un título académico del mismo nivel que el de instituto, se mudó a Raleigh, la capital de Carolina del Norte. The Patty Duke Syndrome se disolvió en 1994, tras lanzar un split single de dos canciones con otra banda llamada GlamourPuss.

## Trayectoria musical

### Whiskeytown (1994 - 2000)
Tras la desaparición de The Patty Duke Syndrome, Adams formó una nueva banda, Whiskeytown, con Caitlin Cary, Eric "Skillet" Gilmore, Steve Grothmann y Phil Wandscher. El nacimiento del grupo selló el paso de Adams al género musical del alt-country; como describiría irónicamente en la canción Faithless Street, del disco homónimo de la formación (aparecido en 1995), el punk era “demasiado difícil de cantar”. Whiskeytown hizo gala a lo largo de su existencia de una notable influencia de los pioneros del country-rock, principalmente de Gram Parsons.
Tras Faithless Street, la banda lanzó Strangers Almanac (1997), su segundo disco, ya en una gran multinacional, lo que le valió un notable éxito de crítica y la atención del circuito de música alternativa norteamericana. Un tercer álbum, Pneumonia, vio retrasada su salida hasta el año 2001, cuando el grupo ya se había disuelto, a pesar de haberse grabado en 1999.

### Carrera en solitario (2000 - 2004)

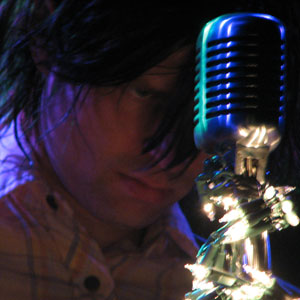
Adams, en directo en 2005

Tras abandonar Whiskeytown para iniciar una carrera propia, Adams publicó en el año 2000 su primer álbum en solitario, Heartbreaker, que supuso un enorme éxito de crítica para el artista, aunque no alcanzara un nivel destacado de ventas. En el disco, a caballo entre el country y el folk, colaboraron músicos de renombre como Emmylou Harris, Gillian Welch, David Rawlings o Pat Sansone.
En 2001, Adams publicó su siguiente álbum, Gold, que fue bien recibido, a pesar de que inicialmente renunció a promocionarlo a través de encuentros en radios y otras convenciones del negocio musical; en su lugar, el artista optó por mantener una gran actividad de grabación de nuevas canciones, y por aumentar el número de conciertos que ofrecía.  Cuatro días antes de los ataques del 11 de septiembre, se rodó un vídeo para el primer sencillo, "New York, New York", en el que Adams aparecía tocando en lugares destacados de la ciudad norteamericana, para demostrar su amor por ella. Los canales MTV y VH1 emitieron de forma habitual el vídeo tras los ataques, como homenaje a la urbe, lo que supuso que Adams se diera a conocer al público masivo por primera vez.
Tras el éxito de Gold, en 2002 Adams sufrió un desencuentro con su sello discográfico, Lost Highway Records, que impidió que el cantante publicara un nuevo álbum, The Suicide Handbook, por considerarlo “demasiado triste” y poco adecuado para su estatus de estrella emergente. En cambio, la discográfica llevó a cabo una selección de canciones de las numerosas grabaciones (48 Hours, The Suicide Handbook, The Pinkhearts y The Swedish Sessions) que Adams había llevado a cabo durante el último año, y lanzó Demolition en 2002. Aunque recibió una considerable atención, no alcanzó el nivel de ventas de Gold.
Ese mismo año, Adams produjo el primer disco de Jesse Malin, The Fine Art of Self Destruction, y después formó, con el propio Malin, un grupo de punk-rock llamado The Finger (bajo los seudónimos Warren Peace e Irving Plaza, respectivamente), con el que lanzó dos E.P., que luego serían reunidos para formar el álbum We Are Fuck Up. También apareció en un anuncio de Gap con el mítico cantante y compositor de country Willie Nelson, en el que ambos interpretaron "Move It On Over", una versión de Hank Williams.
En mayo de 2002, Adams se unió a Elton John en CMT Crossroads, un programa de televisión cuya razón de ser era unir a artistas del country con músicos de otros géneros musicales. Durante el show, John calificó a Adams de “fabuloso”, y explicó que Heartbreaker había sido la inspiración de su álbum Songs from the West Coast, que en ese momento acababa de ver la luz con un notable éxito de crítica y público. En el mismo año, Adams hizo público que había versionado el disco de debut de The Strokes, Is This It, aunque esas versiones no han visto nunca la luz.
Durante 2002 y 2003, Adams trabajó en la composición y grabación de Love Is Hell, con la idea de que viera la luz en 2003. Lost Highway Records, de nuevo, se negó a publicarlo, con el miedo de que no fuera comercialmente viable, lo que obligó a Adams a volver al estudio. Dos semanas más tarde, presentó a los directivos de la compañía Rock n Roll, en el que participaron artistas como Melissa Auf der Maur, Billie Joe Armstrong y la que era su compañera sentimental en aquel momento, Parker Posey. La faceta de compositor de Adams recibió de nuevo atención mediática cuando Joan Báez incluyó su canción In my Time of Need, extraída de Heartbreaker, en su disco de 2003 Dark chords on a big guitar.
Finalmente, Adams y Lost Highway Records acordaron que el sello lanzaría Rock n Roll y Love is Hell, pero con la condición de que Love is Hell se dividiera en dos E.P. diferentes. Rock n Roll y Love is Hell, Pt. 1 vieron la luz en noviembre de 2003, mientras que Love is Hell, Pt. 2 lo hizo en diciembre. Los dos discos funcionaron bien, a pesar de que Rock n Roll fuera denostado por parte de la crítica, y en mayo de 2004 Love is Hell se relanzó como un único álbum.
Love Is Hell incluye una versión del popular tema de Oasis "Wonderwall", que Adams había ya tocado en directo con frecuencia. Al respecto, Noel Gallagher, guitarrista y compositor de la banda británica, declaró que “nunca había pensado en darle un giro a la canción, hasta que fui a ver a Ryan Adams, que ha hecho una estupenda versión”. De hecho, desde entonces Oasis suele tocar la canción en directo al estilo de la versión de Adams, que consiguió una nominación a los Grammy por ella.
Durante la gira de Love is Hell, en enero de 2004, Adams se rompió la muñeca izquierda al caerse del escenario del Royal Court Theatre, en Liverpool, mientras daba un concierto. Debido a la lesión, la gira, que tenía planeados conciertos en Europa y Estados Unidos, tuvo que ser cancelada.

### The Cardinals (2004 - 2009)

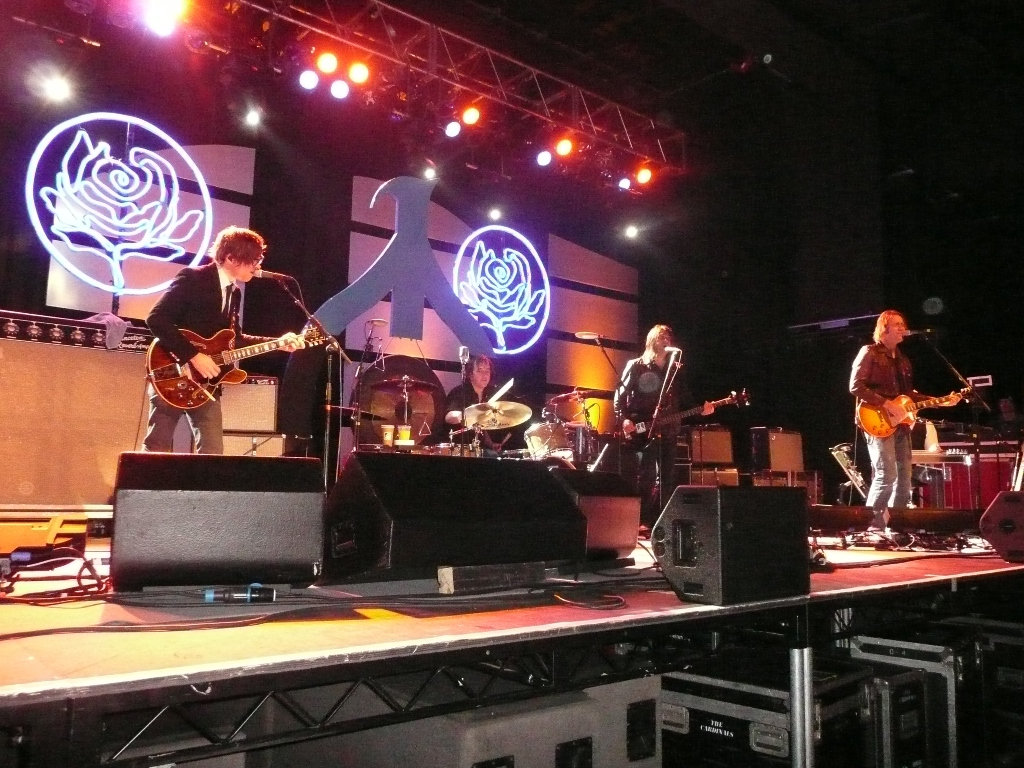
Adams, en directo con The Cardinals en noviembre de 2008

En el año 2004, Adams une a varios músicos de acompañamiento para formar The Cardinals y dar inicio a una época de constante producción musical. Al año siguiente, en 2005, la banda publica dos discos, Cold Roses  y Jacksonville City Nights. Cold Roses, un álbum doble, contó con la colaboración en los coros de Rachael Yamagata, en tres canciones: "Let It Ride", "Cold Roses" y "Friends". En su segundo lanzamiento del año, Jacksonville City Nights, Norah Jones canta en el dueto "Dear John". Al margen, Adams publicó a finales de 2005 otro disco en solitario, 29.
Ese mismo año Adams participó en un concierto benéfico a favor de los damnificados por el Huracán Katrina, en el Irving Plaza en Nueva York. Además, tres temas de Adams aparecieron en la banda sonora del filme Elizabethtown: "Come Pick Me Up", "English Girls Approximately" y una nueva canción, llamada "Words", extraída de The Elizabethtown Sessions, uno de los muchos discos sin publicar que Adams ha producido a lo largo de su carrera. "Words" no ha sido publicada tampoco, aunque circula en copias no oficiales entre los fanes bajo el título de "Darkbreaker".
También en 2005, Adams trabó amistad con Phil Lesh, de la banda Grateful Dead, después de que ambos se conocieran en la edición anual de los premios Jammys, en Nueva York. Adams se convirtió en músico habitual durante ese año de los conciertos de Lesh, que a su vez, durante 2006, incluiría en sus recitales canciones de Adams, muchas extraídas de Cold Roses (“Cold Roses”, “Let It Ride” y “Magnolia Mountain”).
Como productor, Adams llevó las riendas de la grabación del álbum de Willie Nelson Songbird, en el que él y The Cardinals actuaron como banda de estudio y acompañamiento. El disco apareció en octubre de 2006. También teloneó a Nelson en The Hollywood Bowl, popular anfiteatro de Los Ángeles, en un concierto en el que también participó Phil Lesh al bajo y en el que se incluyeron numerosas canciones de Grateful Dead.
Adams publicó su noveno álbum, Easy Tiger, en junio de 2007. El disco incluye canciones que habían visto la luz durante los conciertos que el artista dio durante 2006, así como viejos temas que no habían sido publicados. A finales de 2007, Adams reveló que durante años había abusado de las drogas, un periodo que terminó en 2006. El artista confesó que durante años había esnifado cocaína mezclada con heroína, y que era consumidor habitual de alcohol y pastillas. Adams venció su dependencia con la ayuda de su compañera sentimental de aquel momento, Jessica Joffe, gracias a la terapia con Valium y a la asistencia ocasional a encuentros de asistencia contra la adicción.
En octubre de 2007, Adams lanzó Follow the Lights, un E.P. en el que figuraban tres nuevas canciones: “Follow the Lights”, “Blue Hotel” y “My Love for You Is Real”, junto con otros temas que no habían visto la luz hasta ese momento y una versión de Alice in Chains, “Down in a Hole”. Ese año, Adams colaboró con el grupo Cowboys Junkies en la grabación del disco y DVD Trinity Revisited, una reelaboración de su clásico The Trinity Session. También en 2007, el artista participó en Here Be Dragons, primer álbum de la australiana Krista Polvere, en el que tocó el piano y la guitarra, y coescribió algunas canciones.
Cardinology, nuevo disco con The Cardinals, se publicó en octubre de 2008. Sin embargo, los problemas de salud de Adams, provocados por la enfermedad de Ménière (que venían afectando a su estabilidad y audición, y que le provocaban ataques episódicos de vértigo, entre otros síntomas) junto con el desencanto que arrastraba con el negocio musical, los medios y el comportamiento de sus fanes, le llevaron a anunciar en 2009 que abandonaba The Cardinals y que se tomaba un respiro para realizar proyectos más personales.

### PAX AM y últimos proyectos
Durante los últimos años, desde su salida de The Cardinals, Adams ha continuado sacando a la luz nuevo material a través de su propio sello, PAX AM, que fundó en 2004 para dar cabida a aquellas creaciones que no fueran aceptadas por Lost Highway Records. Entre ese nuevo material, se cuenta el álbum de heavy metal Orion, que apareció en vinilo en mayo de 2010 a través de la tienda en línea del sello; y también su aproximación al black metal y el hard rock, bajo los nombres ficticios de Werewolph y Sleazy Handshake, respectivamente. En diciembre de 2010, PAX AM publicó III/IV, disco grabado en 2006 con The Cardinals, durante las sesiones de Easy Tiger, y que no había visto la luz.
En la edición de septiembre de 2011 de la revista Q , Ryan reveló detalles de su primer lanzamiento en solitario desde que dejó The Cardinals , titulado Ashes & Fire. El disco supuso el regreso de Adams a los grandes circuitos de la música, una vez recuperado de sus problemas de salud.  A principios de 2012, Ryan fue nominado a un premio Brit como Mejor Artista Masculino Internacional. El 18 de junio de 2012, Adams lanzó un box set en vivo que narra su regreso a las presentaciones en vivo, titulado Live After Deaf . Su álbum Ashes & Fire fue nominado a la 55.ª edición de los premios GRAMMY.
El 21 de abril de 2013, Adams lanzó un EP, 7 Minutes in Heaven , con su recién formada banda de punk rock Pornography , con la vocalista de Make Out Leah Hennessey y el colaborador frecuente Johnny T. Yerington. En julio de 2013, Adams colaboró como productor con la banda de rock Fall Out Boy en su PAX AM Studio, lo que resultó en el EP PAX AM Days de Fall Out Boy . El 19 de marzo de 2013, Ryan tocó en vivo con una banda completa por primera vez desde que los Cardinals se disolvieron. El espectáculo fue para beneficio de Noel Gallagher's Teenage Cancer Trust. El sitio web del lugar declaró que Ryan estaba tocando nuevas canciones de un próximo álbum.

### Álbum de estudio homónimo, PAX AM Single Series,1989yPrisoner(2014-2018)
El 1 de julio de 2014, surgieron historias de que un álbum homónimo, Ryan Adams , se lanzaría el 9 de septiembre de 2014. Desde este anuncio, Adams lanzó un EP de vinilo de 7 pulgadas, titulado 1984 y anunció fechas de gira hasta mediados de octubre de 2014. Estrenó varias canciones nuevas del álbum homónimo en una serie de conciertos en festivales a fines de julio de 2014. El 9 de septiembre de 2014, se lanzó el álbum homónimo Ryan Adams en PAX-AM Records.
Además del álbum homónimo, Adams anunció un proyecto al que llama "PAX AM Single Series", con un nuevo lanzamiento de siete pulgadas cada mes. Adams declaró: "Voy a lanzar un sencillo cada mes hasta que no pueda hacerlo más".  El primero de estos lanzamientos, el EP 1984 , fue lanzado en agosto de 2014 y es descrito por Adams como "un homenaje a los días felices de los primeros lanzamientos de [los sellos discográficos] Dischord , SST , Touch & Go y sus similares". En 2014 y 2015, Adams continuó lanzando sencillos digitales, y cada sencillo iba acompañado de al menos 2 caras B. Los sencillos de 2014 incluyeron "Jacksonville", "Vampires" y "Do You Laugh When You Lie?", mientras que los sencillos de 2015 incluyeron "No Shadow" (con el actor Johnny Depp , que había aparecido previamente en su álbum homónimo), "Blue Light", "I Do Not Feel Like Being Good", "Willow Lane" y "Burn in the Night". A menudo se agotan a los pocos minutos de ser lanzados a través del sitio web de PAX AM, los sencillos siguen estando disponibles para descarga digital.
El 5 de diciembre de 2014, «Gimme Something Good», una canción del álbum de Ryan Adams , fue nominada al premio Grammy a la Mejor Canción de Rock.
El 5 de agosto de 2015, Adams anunció a través de Instagram que iba a cubrir y lanzar su versión de Taylor Swift's 2014 álbum 1989. Publicó varios clips en Twitter e Instagram en los que mostraba sus versiones de las canciones de Swift.1989 de Adams salió a la venta el 21 de septiembre de 2015. Debutó en el número 7 en la lista Billboard 200 de Estados Unidos, una posición por delante de 1989, de Swift, que estaba en su semana 48 en la lista. Adams dijo en octubre de 2016 que nunca volvería a cubrir otro álbum completo después de la grabación de 1989.
El 6 de diciembre de 2016, Ryan Adams anunció un nuevo álbum, Prisoner. Fue lanzado en PAX AM/BlueNote el 17 de febrero de 2017. El primer sencillo del álbum «Do You Still Love Me?» fue lanzado el 7 de diciembre de 2016 y el segundo sencillo, «To Be Without You» fue lanzado el 23 de diciembre de 2016.
En 2018, Adams lanzó un sencillo independiente, "Baby I Love You", y contribuyó con una canción, "20th Call of the Day", a la banda sonora de Juliet, Naked.

### Wednesdays,Big Colors,Chrisy otros álbumes (2019-presente)
En enero de 2019, Adams anunció sus planes de publicar tres álbumes ese año natural. El primero, Big Colors, iba a salir el 19 de abril y contaría con 15 temas. El segundo, Wednesdays, iba a contar con 17 temas y aún no tenía fecha de lanzamiento confirmada. El lanzamiento de los tres álbumes se puso en espera después de que el New York Times publicara acusaciones de conducta sexual inapropiada. Después de un silencio de cinco meses, Adams regresó en julio de 2019, publicando una grabación de la caja de resonancia de una canción titulada «I'm Sorry and I Love You». El 11 de diciembre de 2020, Adams finalmente lanzó por sorpresa Wednesdays, que incluye «I'm Sorry and I Love You», así como varias pistas originalmente anunciadas para su inclusión en Big Colors. Un video musical para «I'm Sorry and I Love You» fue subido a YouTube el 15 de diciembre de 2020. Su descripción menciona que Wednesdays es el primero de una trilogía de álbumes, incluyendo Big Colors y Chris.
El 23 de abril de 2021, Adams lanzó por sorpresa «Do Not Disturb» como single principal de la edición revisada de Big Colors. El álbum salió a la venta el 11 de junio de 2021, con un listado de canciones diferente al anunciado en 2019.
El 2 de marzo de 2022, Adams anunció su primer concierto como cabeza de cartel desde el artículo del New York Times. Las entradas se agotaron en cuestión de horas y tuvo lugar en el Carnegie Hall el 14 de mayo. Más adelante, en marzo, se anunciaron más conciertos y en junio otra tanda. El 25 de marzo, Adams publicó Chris, la última entrega de la trilogía, a la que siguieron otros cuatro álbumes: Romeo & Juliet el 25 de abril, FM el 22 de julio, Devolver el 23 de septiembre,y Nebraska, el 7 de diciembre, una versión del álbum homónimo de Bruce Springsteen. El 26 de diciembre de 2022, Adams publicó una versión del álbum de Bob Dylan Blood on the Tracks, y el 14 de abril de 2023, una versión del álbum de Oasis (What's the Story) Morning Glory? que también incluía versiones de los singles de ese álbum, que también incluía versiones de caras b de los singles de ese álbum.
El 1 de enero de 2024, Adams publicó por sorpresa otros cuatro álbumes de estudio: Sword & Stone, Star Sign, Heatwave y 1985, así como una versión en directo de Prisoner.

### Controversia
Durante su carrera, Adams ha protagonizado diversos incidentes, entre los que se cuentan varios abandonos del escenario en mitad de un concierto, o fuertes discusiones con sus propios fanes.
En 2003, el músico dejó, en un ataque de rabia, un mensaje en el contestador del crítico musical Jim DeRogatis, después de que éste le criticara duramente tras asistir a uno de sus conciertos en Chicago, y afirmara en un artículo que Adams nunca llegaría a ser tan buen compositor como Jeff Tweedy, líder de la banda local Wilco. El comentario de DeRogatis se produjo después de que Adams, durante el concierto, calificara jocosamente a Wilco de ser un grupo aburrido.
En 2011, el músico participó en una edición del veterano programa de la BBC Songwriters Circle, junto a la cantante estadounidense de folk Janis Ian y el neozelandés Neil Finn. El encuentro terminó en polémica, después de que ambos acusaran a Adams de mostrarse poco interesado y colaborativo, e incluso de participar en la subasta de una camiseta a través de eBay mientras se grababa el programa.

## Acusaciones de acoso y abuso
En febrero de 2019, al menos siete mujeres denunciaron al cantante por conducta sexual inapropiada a través de un artículo publicado en The New York Times. En el texto, las víctimas relataron que el músico se aprovechó de su condición de artista para manipular a jóvenes promesas de la música a cambio de favores sexuales. Este tipo de conductas fueron confirmadas por su exesposa Mandy Moore y la cantante Phoebe Bridgers, quien señaló que tras grabar juntos, aceptar abrir su gira europea y al comenzar un breve romance con el músico, su actitud se tornó violenta y posesiva. Según Bridgers, tras poner fin a la relación el músico continúo acosándola y le ofreció abrir en algunas fechas en su gira en 2017. “(...) el primer día, me pidió que le llevara algo a su habitación de hotel. Subí las escaleras y estaba completamente desnudo”, señaló.
Tras las acusaciones, el FBI se hizo parte de la investigación ya que el músico habría mantenido una "relación" en línea con una fan de 14 años. Según la versión de la víctima en el reportaje, Adams le pidió reiteradamente que mantuvieran en privado aquellas conversaciones. "Tuvieron relaciones sexuales por teléfono y tuvieron llamadas por Skype en las que Adams se vio expuesto", relató el periódico.
Tras desaparecer públicamente en febrero y cancelar todos sus conciertos, el músico reapareció en Instagram, donde publicó un extenso mensaje.

## Discografía
- Faithless Street (con Whiskeytown) (1995)
- Strangers Almanac (con Whiskeytown) (1997)
- Heartbreaker (2000)
- Pneumonia (con Whiskeytown) (2001)
- Gold (2001)
- Demolition (2002)
- Rock N Roll (2003)
- Love Is Hell (2004)
- Cold Roses (con The Cardinals) (2005)
- Jacksonville City Nights (con The Cardinals) (2005)
- 29 (2005)
- Easy Tiger (con The Cardinals) (2007)
- Follow the Lights (con The Cardinals, E.P.) (2007)
- Cardinology (con The Cardinals) (2008)
- Orion (edición limitada) (2010)
- Cardinals III/IV (con The Cardinals) (2010)
- Ashes and Fire (2011)
- Ryan Adams (2014)
- Live at Carnegie Hall (2015)
- 1989 (2015)
- Live at Rough Trade (2017)
- Prisoner (2017)
- Wednesdays (2020)
- Big Colours (2021)
- Chris (2022)
- Romeo & Juliet (2022)
- FM (2022)
- Devolver (2022)
- Nebraska (2022)
- Blood on the tracks (2022)
- Return to Carnegie Hall (Live at Carnegie Hall, 14 de mayo de 2022)(2023)
- Morning Glory (2023)
- 1985 (2024)
- Heatwave (2024)
- Prisoners (Live)(2024)
- Star Sign (2024)
- Sword & Stone (2024)
- BLACKHOLE (2024)
- Another Wednesday (2025)
- Changes (2025)
- Heartbreaker 25th Anniversary Edition (2025)